# 清水元周 (信濃)
清水 元周 / 清水 元信（しみず もとかね / しみず もとのぶ）は、長門国長州藩家老清水家第10代。第7代の清水元周 (宮内)とは同姓同名。

## 家系
毛利家家臣清水家は、備中高松城の戦いの戦いで講和の条件として自刃した清水宗治を初代とする。宗治次男の景治は、関ヶ原の戦いの後に萩に移った毛利秀就に仕えて家老を務め、子孫は長州藩寄組、立野村給領主として続いた。家紋は巴。桓武平氏維盛流を称す。

## 略歴
寛政8年（1796年）長州藩寄組、草刈胤明の末子として生まれる。文化10年（1813年）1月28日、清水親周の婿養子となる。
文政2年（1819年）12月21日、養父親周の死去により家督を相続。文政2年（1820年）4月、八組（大組）頭役就任。文政7年（1825年）12月18日、藩主斉元の偏諱を受けて「元信」と名乗る。
文政9年（1827年）2月、藩主斉元のの帰国御礼使者を務めた。文政11年（1829年）11月、八組頭役を退任。天保5年（1834年）2月、藩主斉元のの帰国御礼使者を務めた。同年6月5日、八組頭役再任。
天保7年（1836年）2月28日、御手回頭役に転任。天保8年（1837年）2月、江戸出役となる。天保9年（1838年）5月、敬親藩主就任の際に、安芸国吉田の毛利元就廟に代参した。同年12月、城代に就任。
天保12年（1840年）御手回頭役を退任。天保14年（1842年）異賊防御習練御狩（軍事演習）において萩城三の丸の平安湖（平安古）惣門御預となる。弘化元年（1844年）2月7日、若老中に就任。
弘化元年（1844年）8月11日、死去。享年49。家督は婿養子の親春が相続した。